# Nina Tikhonova
Pour les articles homonymes, voir Tikhonova.
Nina Alexandrovna Tikhonova (russe : Нина Александровна Тихонова), dite Nina Tikanova, est une artiste chorégraphique et un professeur de danse classique née à Saint-Pétersbourg en 1910 et morte à Paris en 1995.

## Biographie
Fille de l'écrivain et éditeur russe Alexandre Tikhonov, dit Serebrov, et ami de Gorki, Nina Tikhonova fuit la Russie soviétique à l'âge de onze ans et se réfugie à Berlin, puis  à Paris avec sa mère protégée par Gorki. « À Berlin, Gorki et mon père publiaient un journal d'opposition, la Vie nouvelle. Mon père a dû cesser quand il est resté seul, mais il a continué à éditer les grands écrivains de tous les pays du monde. Quand on voit ce catalogue aujourd'hui, c'est un travail incroyable ! »
Formée à Paris par Olga Preobrajenska — étoile du Marinski (appelé « Kirov » durant la période soviétique) — elle arrivée en France en 1921 avec son professeur qui a ouvert un cours à l'Olympia et avec un autre professeur russe Nicolas Legat.
Elle fait ses débuts à l'âge de quinze ans avec la troupe du Théâtre Romantique Russe, troupe fondée à Berlin par le chorégraphe moderniste russe Boris Romanov (1891-1957) et y danse pendant quatre ans. « Il y avait Boris Romanov, le dernier maitre de ballet nommé au Kirov, sa femme, la danseuse Smirnova, Toumanova, qui n'avait que six ans, Loboukhov, qui sera plus tard professeur chez Balanchine pendant vingt-cinq ans. L'aventure stoppa net quand Elsa Krüger mit fin à sa liaison avec un magnat allemand du tabac. Il était notre mécène et Elsa était superbe. Moi, j'avais quinze ans… »
En 1928, elle rejoint la troupe d'avant-garde d'Ida Rubinstein, dont Bronislava Nijinska était la principale chorégraphe. « Nijinska était pour moi une divinité. Son talent ne ressemblait à aucun autre. J'étais chez Ida Rubinstein quand elle y chorégraphiait, je l'ai suivie quand elle a fondé sa troupe. J'ai dansé dans les Biches, et elle a créé pour moi Variations, sur la musique de Beethoven. »
George Balanchine l'invite à rejoindre sa première compagnie, Les Ballets 1933, mais elle préfère danser avec les Ballets russes de Bronislava Nijinska, à Paris, où elle devient soliste.
Entre 1942 et 1944, elle danse également avec les Ballets de Monte-Carlo,.
Après la Seconde Guerre mondiale, elle enseigne gratuitement la danse dans des orphelinats pour les enfants dont les parents avaient été tués, puis elle crée sa propre école de ballet à Paris et réalise de nombreuses chorégraphies.
Sa générosité naturelle et son amour de la vie étaient particulièrement appréciés par les différentes générations d'élèves et de danseurs qu'elle avait formées. Elle fut, entre autres, le professeur de Béatrice Massin, de Marie-France Goudard et de Christine Bayle.
Nina Tikanova appartenait à une famille littéraire et artistique. Elle évoqua son enfance, ses périples artistiques et sa vie de professeur dans ses mémoires La jeune fille en bleu publié en 1991 en France et en Russie.
Décédée dans son appartement parisien, rue de l'Université, elle repose au cimetière russe de Sainte-Geneviève-des-Bois aux côtés de son frère et à quelques pas des tombes de Serge Lifar et de Rudolf Noureev.